# イル＝オー＝モワンヌ
イル＝オー＝モワンヌ （Île-aux-Moines、ブルトン語:Enizenac'h）は、フランス、ブルターニュ地域圏、モルビアン県のコミューン。モルビアン湾最大の島モワンヌ島から構成されている。

## 由来
最初は「短い十字架」を意味するCrialeis、ついで「僧侶の島」を意味するEnez manac'h（11世紀のつづりではEnest Manach）と呼ばれた。現在のブルトン語名Enizenac'hはさらに短縮された名称である。
地名は、ルドンのサン・ソヴール修道院の聖職者（彼らの誰一人も島に住んだことはなかった）が島の所有者であったという史実からきている。

## 地理
モルビアン湾内にあるモワンヌ島は、最大の長さが7km、幅3.5kmある。島の形状は十字に似ており、島のいかなる部分も海から450m以上離れていない。
ラルモル＝バダン、バダンの各港から渡るのが一般的である。1980年より島の南端が保護区となっている。ペンアップ岬はコミューンが管理している。地中海性の植生を保護するためである。

## 歴史

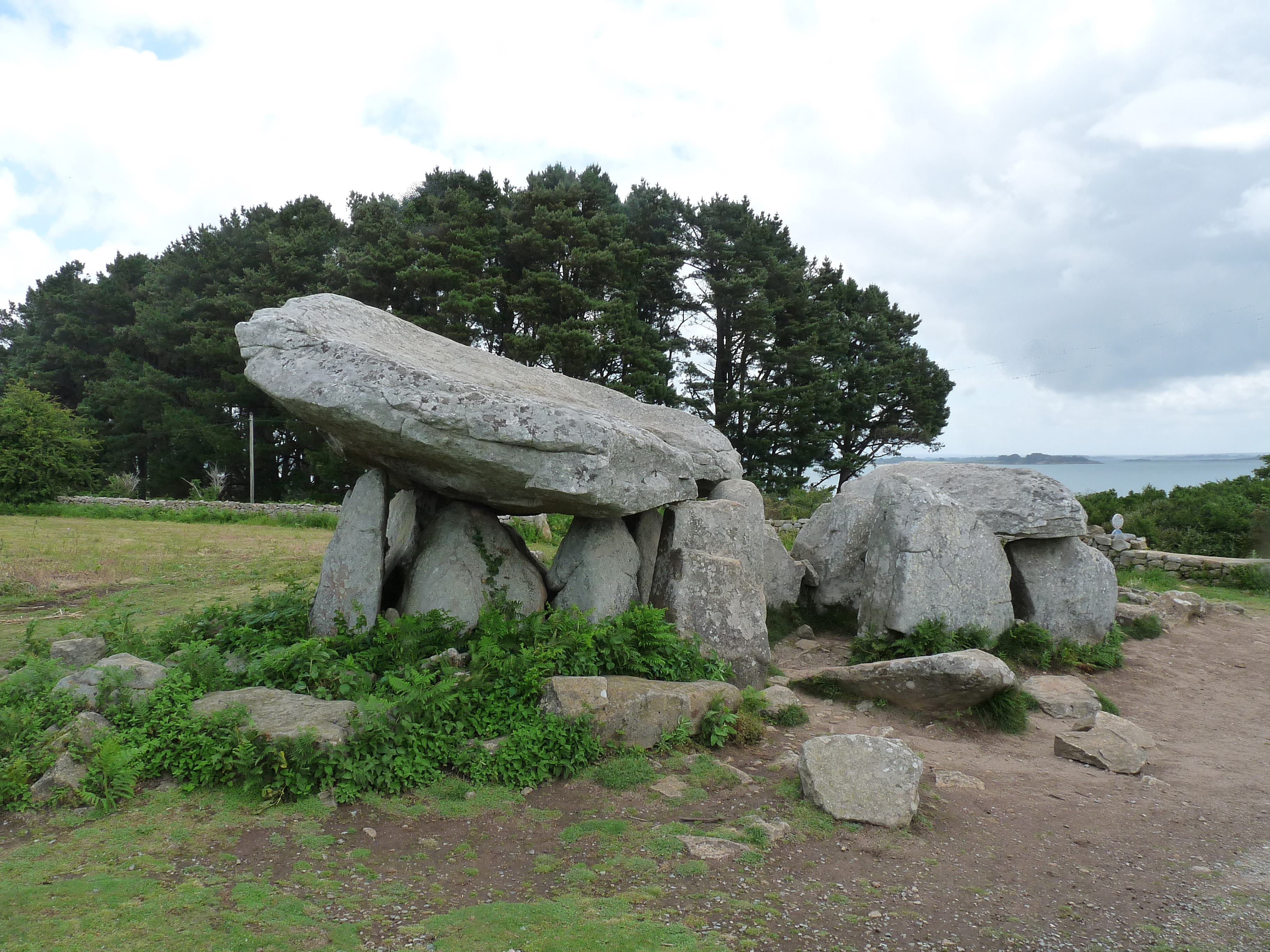
ペンアップのドルメン

モワンヌ島には新石器時代から人が定住しており、今だ見られるドルメンやその他遺物が証明である。ガロ＝ローマ時代の定住地の跡も見つかっている。
854年、ブルターニュ王エリスポエは島をルドンのサン・ソヴール修道院（彼の父親ノミノエが創設）へ寄進した。島は言わば修道院の屋根裏となった。10世紀のノルマン人侵攻後、島はアラドンの教区に加わった。1543年には島そのものが教区となった。1792年には名前がフランス語化されIsle-aux-Moinesとなった.
。フランス革命時代にはアンシャン・レジームを彷彿とさせる名が嫌われたため、イル・デュ・モルビアン（Isle-du-Morbihan）と改名させられていた。
昔から、島の女性は自分で夫を選ぶ権利を持っていた。これは彼女たちの肩に島の経済が依存していたためで、多くの島の男たちは船乗りとなって島から出ていたのである。
今日、島には海軍協会がある。ペンアップ岬は若者に航海技術を教える学校の本校がある。

## 人口統計
| 1962年 | 1968年 | 1975年 | 1982年 | 1990年 | 1999年 | 2006年 |
| ------ | ------ | ------ | ------ | ------ | ------ | ------ |
| 748    | 711    | 588    | 590    | 617    | 610    | 536    |